# Gerard de Malynes
Gerard de Malynes (* 1586; † 1641) war ein englischer Kaufmann, Beauftragter für die Spanischen Niederlande, Regierungsberater und Beamter im Münzwesen.
Er war nach dem Urteil Joseph Schumpeters einer der wenigen Merkantilisten, die eine theoretische Argumentation entwickelt haben. Kein Autor des 17. Jahrhunderts habe ihn am klaren und vollen Verständnis des Devisenmechanismus übertroffen; allerdings sei er von den Mängeln dieses Mechanismus zur damaligen Zeit mehr beeindruckt gewesen als von dem Mechanismus selbst.
Er veröffentlichte unter anderem das Pamphlet mit dem Titel: A Treatise of the Canker of England’s Common Wealth. Diesem ist sodann Edward Misselden mit seiner Schrift The Circle of Commerce: Or, the Ballance of Trade entgegengetreten. woraus sich eine beachtliche Kontroverse ergeben hat.

## Schriften
- The Canker of Englands Common Wealth. (1601) online (PDF; 2,7 MB)
- Gerard Malynes Merchant: The Maintenance of Free Trade, According to the Three Essentiall Parts of Traffique; Namely Commodities, Moneys and Exchange of Moneys, by Bills of Exchanges for other Countries. Or answer to a Treatise of Free Trade, or the meanes to make Trade floushish, lately Published. Contraria iuxta se Pofita magis Elucescunt. (1622)
- Consuedo, vel, Lex Mercatoria: or, The Law Merchant: Divided into three parts, according to the Essential Parts of Traffick Necessary for All Statesmen, Judges, Magistrates, Temporal and Civil Lawyers, Mint-Men, Merchants, Mariners and Others Negotiating in all Places of the World.